# Peczaniwka (stacja kolejowa)
Peczaniwka (ukr. Печанівка) – stacja kolejowa w miejscowości Peczaniwka, w rejonie żytomierskim, w obwodzie żytomierskim, na Ukrainie. Położona jest na linii Koziatyn – Berdyczów – Szepetówka.

## Historia
Stacja powstała w XIX w. na drodze żelaznej brzesko-kijowskiej pomiędzy przystankiem Miropol i stacją Romanow.
W 1935 stacja Peczanówka, obok stacji Żytomierz i Razino, zostały wyznaczone jako punkty załadunkowe dla deportowanych na Syberię i do Kazachstanu Polaków z likwidowanej Marchlewszczyzny.